# 야와타하마정
야와타하마정(八幡浜町)은 일본 에히메현 니시우와군에 설치되었던 정이다. 현재의 야와타하마시의 일부에 해당한다.